# Estrebay
Estrebay is een gemeente in het Franse departement Ardennes (regio Grand Est) en telt 83 inwoners (2021). De plaats maakt deel uit van het arrondissement Charleville-Mézières. Onder de gemeente Estrebay valt ook Laval d'Estrebay.

## Geografie
De oppervlakte van Estrebay bedraagt 9,4 km², de bevolkingsdichtheid is dus 8,2 inwoners per km².
De onderstaande kaart toont de ligging van Estrebay met de belangrijkste infrastructuur en aangrenzende gemeenten.

## Demografie
Onderstaande figuur toont het verloop van het inwonertal (bron: INSEE-tellingen).

Vanwege een beveiligingsprobleem met de MediaWiki Graph-software is het momenteel niet mogelijk deze grafiek weer te geven. Zodra de software is bijgewerkt zal de grafiek vanzelf weer zichtbaar worden.

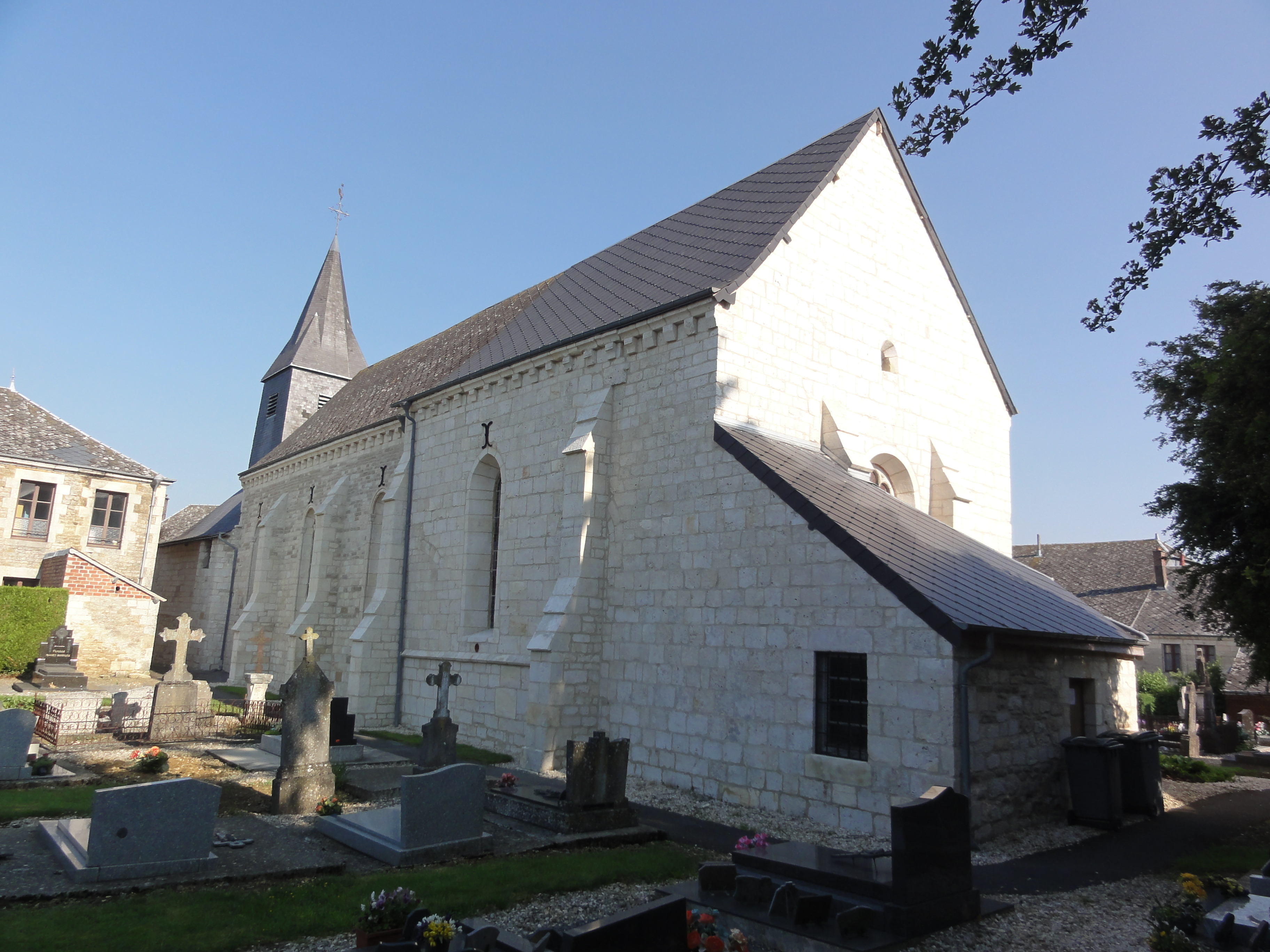
Kerk van Estrebay
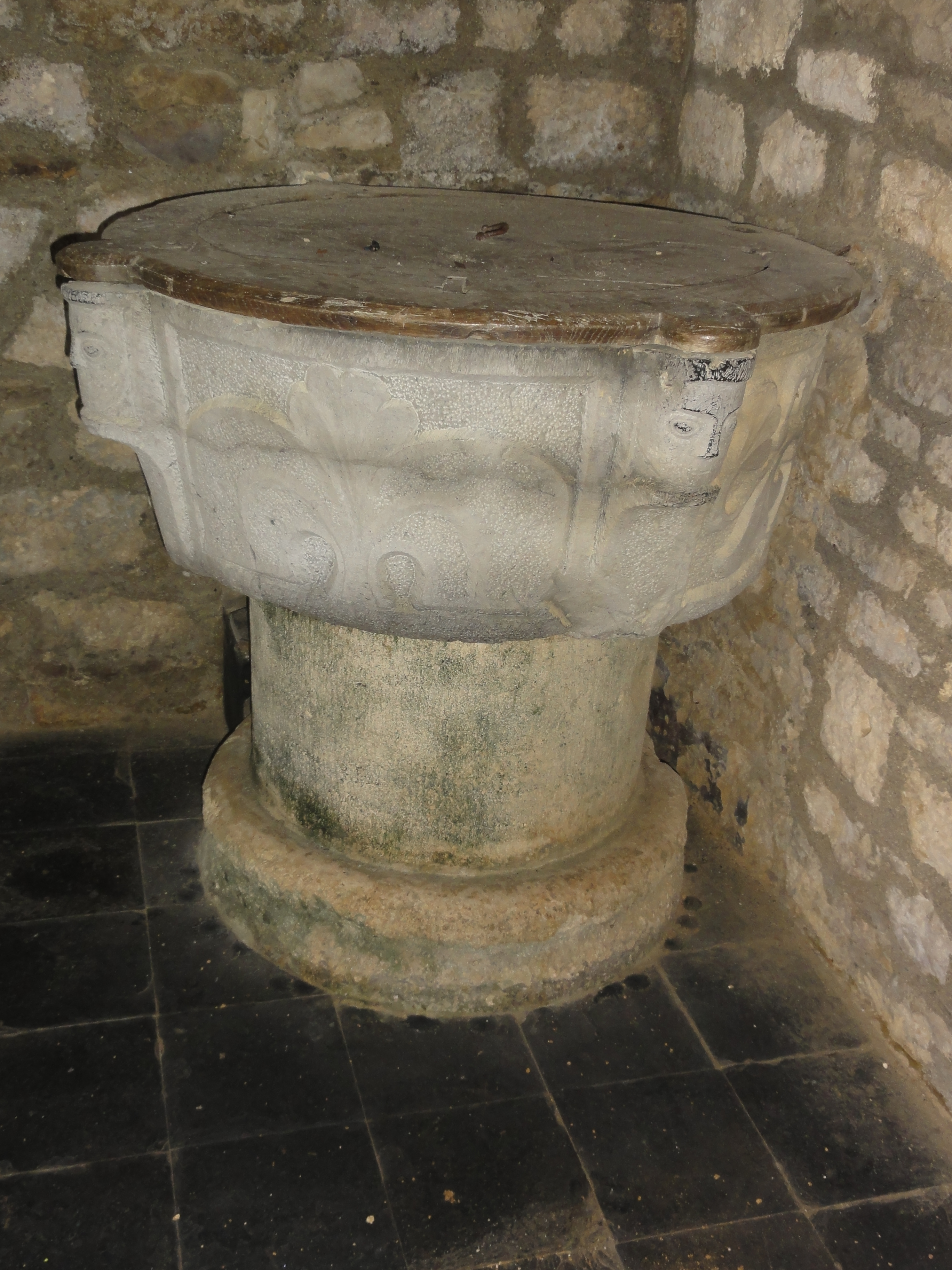
Doopvont
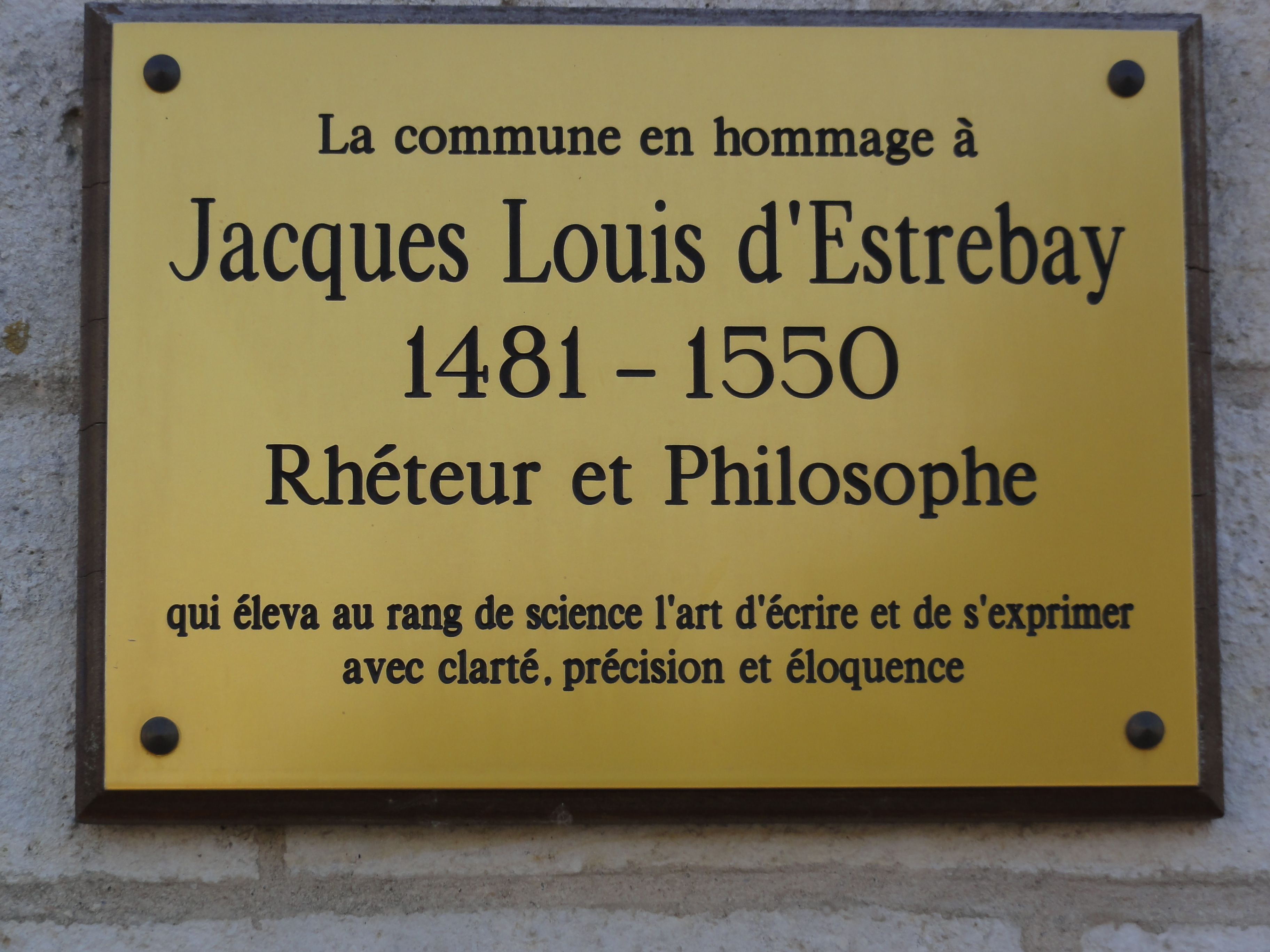
Plaquette van filosoof Jacques-Louis d'Estrebay